# Pitti Immagine
Pitti Immagine è un'azienda italiana che opera nella promozione dell'industria e del design della moda, attività poi estesa anche ai settori dell’enogastronomia e dei profumi. Organizza manifestazioni fieristiche, eventi di comunicazione e iniziative culturali.

## Storia
La nascita di Pitti Immagine ha le sue origini con Giovanni Battista Giorgini, quando agli inizi degli anni '50 allestisce nella sala Bianca del Palazzo Pitti di Firenze, le prime sfilate di moda. Dal 1954 in avanti l'evento sarà gestito direttamente dal Centro di Firenze per la moda Italiana (dal 1988 holding di Pitti Immagine).
Pitti Immagine organizza durante l'anno diversi eventi specialmente nel comparto della moda, con una notevole ricaduta economica per tutto il territorio fiorentino.. Attorno all'evento principale di Pitti Immagine vengono infatti organizzati vernissage, presentazioni, sfilate ed eventi mondani in tutta la città e nell'area circostante. Gli eventi si tengono in varie sedi di Firenze tra le quali, oltre alla Sala Bianca di Palazzo Pitti, anche Fortezza da Basso, il Cinema Odeon, Piazza Santa Croce, Palagio di Parte Guelfa, il Salone dei Cinquecento di Palazzo Vecchio, la Stazione Leopolda e il Ponte Vecchio, oltre che in discoteche, locali, negozi e boutique di alta moda della città.
Dell'organizzazioni di mostre e attività culturali si occupa in particolare la "Fondazione Pitti Discovery", nata nel 2002. Portarono alla sua creazione alcuni grandi manifestazioni degli anni precedenti: la collaborazione fra Giorgio Armani e il registra teatrale Bob Wilson nel 1996, quella tra Gianni Versace e Maurice Béjart e la Biennale di Firenze, fra 1996 e 1997, dedicata a rafforzare il rapporto tra moda e arte contemporanea con l'aiuto di intellettuali come Germano Celant, Franca Sozzani e Ingrid Sischy.

## Sezioni

### Pitti Uomo
Pitti Immagine Uomo rappresenta l'evento più importante per Pitti Immagine. Viene organizzato ogni anno con cadenza semestrale ed ha una rilevanza a livello mondiale per quanto riguarda la moda maschile.
Pitti Uomo fu inizialmente il padiglione centrale della manifestazione presso Fortezza da Basso dedicato all'abbigliamento classico maschile italiano. Cominciò invece a cambiare caratteristiche, diventando un evento di maggiore portata, con l'arrivo di Marco Rivetti nell'azienda, nel 1987. Negli anni seguenti il progetto di dare maggiore apertura e visione internazionale alla fiera fu sostenuto anche dall'imprenditore Fabio Inghirami, da Gianfranco Bartolini al momento presidente della Regione Toscana e dal sindaco di Firenze Massimo Bogianckino.
La prima innovazione nel progetto fu di tipo culturale e di comunicazione, con il coinvolgimento dei luoghi artistici della città in una serie di eventi dedicati alla cultura della moda e la richiesta a specifici stilisti di realizzare progetti appositamente concepiti per Pitti Uomo, il primo dei quali fu la sfilata presso Villa Gamberaia, nel giugno del 1990, di Vivienne Westwood. Sempre nel 1990 prese avvio il programma delle mostre: l'anno stesso quella su Roberto Capucci, nel 1991 quella dedicata a Jean-Paul Gaultier presso la Scuola di guerra aerea, seguita in estate dalla sfilata di Romeo Gigli per le strade del quartiere popolare di San Niccolò. Nel 1992 la mostra sulla nascita della moda italiana a Palazzo Strozzi e quella su Giorgio Armani furono realizzate con l'aiuto di Luca Ronconi e di Gae Aulenti. Nel 1993 la fiera usufruì per la prima volta degli spazi della Stazione Leopolda con la sfilata di Paul Smith e il concerto di Maceo Parker.
È del 1994 l'arrivo dello streetstyle all'interno di una fiera fino ad allora molto legata all'abbigliamento classico, con una mostra collettiva presso la Stazione Leopolda in collaborazione col negozio londinese Sign of the Times che raccoglieva le produzioni di giovani stilisti emergenti. Fu tra gli espositori Alexander McQueen. Il marchio Dolce & Gabbana fu presentato presso la Villa I Collazzi e fu creato il progetto Streetstyle dedicato al denim e al lifestyle maschile, ospitato al piano terra della Fortezza da Basso, l'Arsenale.
Fra gli stilisti coinvolti negli anni successivi si segnalano Valentino, Missoni, Moschino e Dries van Noten.